# Рух (озеро)
Рух — озеро на территории Луусалмского сельского поселения Калевальского района Республики Карелии.

## Общие сведения
Площадь озера — 1 км², площадь водосборного бассейна — 74,6 км². Располагается на высоте 214 метров над уровнем моря.
Форма озера прямоугольная: оно вытянуто с северо-запада на юго-восток. Берега каменисто-песчаные, местами заболоченные.
Через озеро протекает река Куржма, впадающая с правого берега в реку Войницу, которая, в свою очередь, впадает в озеро Ридалакши, которое протокой соединяется с озером Верхним Куйто.
Озеро расположено в 1200 м от Российско-финляндской границы.
Код объекта в государственном водном реестре — 02020000811102000004296.